# Gisella Arden
Gisella Arden, nota anche con gli pseudonimi Gisella Ardenz, Gisella Ardens e Kim Arden (...), è un'attrice italiana.

## Biografia
Gisella Arden ha ottenuto una certa notorietà per le sue interpretazioni di donne piene di fascino e spavalde in peplum e film di spionaggio ma che non ha mai raggiunto il successo. Il primo ruolo noto risale al 1959 e successivamente in varie pellicole degli anni Sessanta. Dopo alcuni anni di pausa riappare in qualche film per la TV negli anni Ottanta per poi scomparire dalle scene.
Vari siti riportano il suo nome come Gisella Sardello o Sardi.

## Filmografia
- Cerasella, regia di Raffaello Matarazzo (1959) (accreditata Gisella Ardenz: ragazza sulla spiagga)[1]
- Dolci inganni, regia di Alberto Lattuada (1960) (accreditata Gisella Ardent: infermiera)
- La morte viene da manila, regia di Wolfgang Becker (1965) (lt. Danny Wilkinson, assistente messaggi)
- La trappola scatta a Beirut (Agent 505 - Todesfalle Beirut), regia di Manfred R. Köhler (1966) (accreditata Monique Köhler)
- Il segreto dello sparviero nero, regia di Domenico Paolella (1961) (amica di Leonora)
- Le avventure di Mary Read, regia di Umberto Lenzi (1961) (prima ballerina)
- Le prigioniere dell'isola del diavolo, regia di Domenico Paolella (1962) (Maeva)
- Maciste contro lo Sceicco, regia di Domenico Paolella (1962) (Isabella)
- L'invincibile cavaliere mascherato, regia di Umberto Lenzi (1963) (Maria)
- Sapevano solo uccidere, regia di Tanio Boccia (1968) (accreditata Kim Arden: Katy)
- Zorro marchese di Navarra, regia di Jean Monty (1969)
- Casa di bambola di Henrik Ibsen, regia di Gianni Serra – teatro (1986) (Signora Linde[3])
- La freccia nel fianco - miniserie TV (1983) (Eugenie)
- Vuoto di memoria, regia di Piernico Solinas – miniserie TV (1983) (Impiegata Marshall)
- I padroni dell'estate, regia di Marco Parodi - miniserie TV (1987) (la moglie di Azara)